# Grand Prix automobile d'Estonie
Le Grand Prix d'Estonie était une course automobile, qui s'est déroulée entre 1934 et 1936. 
La course avait lieu sur le circuit non permanent Pirita-Kose-Kloostrimetsa de Tallinn qui reliait les villages de Pirita, Kose et Kloostrimetsa.

## Palmarès
| Année | Vainqueur         | Voiture           | Circuit                   | Résultats |
| ----- | ----------------- | ----------------- | ------------------------- | --------- |
| 1934  | Ferrier Hans Tael | Singer Chevrolet  | Pirita-Kose-Kloostrimetsa | Résultats |
| 1935  | Karl Ebb          | Mercedes-Benz SSK | Pirita-Kose-Kloostrimetsa | Résultats |
| 1936  | Aleksi Patama     | Ford              | Pirita-Kose-Kloostrimetsa | Résultats |